# Temporada esportiva 2006-07 a Espanya a nivell de clubs
Quadre amb els diferents club esportius campions d'Espanya durant la temporada 2006-07. Es consideren les competicions majors, és a dir, les competicions de lliga, copa i els campionats d'Espanya. A més, es consideren les competicions absolutes, no les de categories inferiors.
Les dades fan referència als clubs que s'han proclamat campions durant:
- la temporada 2006-07 per a la majoria d'esports, en els quals la temporada esportiva es disputa a cavall de dos anys amb vacances a l'estiu (com passa a la majoria d'esports d'equip)
- l'any 2006 per aquells esports on la temporada és anual (com passa a alguns esports individuals, com el tennis) amb vacances a l'hivern. Aquests esports estan senyalats amb el símbol (A).

## Quadre de campions
Campionats de lliga i copa
| Esport                 | Modalitat | Campió de lliga        | Campió de copa            |
| ---------------------- | --------- | ---------------------- | ------------------------- |
| Futbol                 | masculí   | Reial Madrid CF        | Sevilla FC                |
| Futbol                 | femení    | Athletic Club          | Llevant UE                |
| Basquetbol             | masculí   | Real Madrid CF         | FC Barcelona              |
| Basquetbol             | femení    | València-Ros Casares   | València-Ros Casares      |
| Handbol                | masculí   | Balonmano Ciudad Real  | FC Barcelona              |
| Handbol                | femení    | La Unión Ribarroja     | Akaba Bera Bera           |
| Rugbi                  | masculí   | El Salvador Rugby      | El Salvador Rugby         |
| Rugbi                  | femení    | sense competició       | CE INEF Barcelona         |
| Hoquei patins          | masculí   | FC Barcelona           | FC Barcelona              |
| Hoquei patins          | femení    | CP Voltregà            | CP Voltregà               |
| Hoquei herba           | masculí   | Atlètic Terrassa HC    | Club Egara                |
| Hoquei herba           | femení    | Club de Campo          | CD Terrassa               |
| Hoquei gel             | masculí   | CG Puigcerdà           | CG Puigcerdà              |
| Waterpolo              | masculí   | CN Atlètic Barceloneta | CN Atlètic Barceloneta    |
| Waterpolo              | femení    | CN Sabadell            | CN Ondarreta-Alcorcón     |
| Voleibol               | masculí   | Drac Palma Pòrtol      | CV Unicaja Almería        |
| Voleibol               | femení    | Grupo 2002 Murcia      | Grupo 2002 Murcia         |
| Futbol sala            | masculí   | El Pozo Murcia         | Boomerang Interviu        |
| Futbol sala            | femení    | Femesala Elx           | Encofra Navalcarnero      |
| Futbol Americà         | masculí   | València Firebats      | Osos Rivas                |
| Beisbol (A)            | masculí   | Marlins Puerto Cruz    | CBS Sant Boi              |
| Softbol (A)            | femení    | CB Viladecans          | Antorcha CEU València     |
| Tennis taula           | masculí   | CajaGranada            | Cajasur Priego TM         |
| Tennis taula           | femení    | Fotoprix Vic TT        | Fotoprix Vic TT           |
| Hoquei patins en línia | masculí   | Drac Espanya HC        | CPL Valladolid            |
| Hoquei patins en línia | femení    | CHL Jujol              | CHL Jujol                 |
| Corfbol                | mixt      | CK Vacarisses          | CK Assessoria Vallparadís |

Campionats d'Espanya
| Esport                              | Masculí                    | Femení                  |
| ----------------------------------- | -------------------------- | ----------------------- |
| Tennis (A)                          | RCT Barcelona              | RCT Barcelona           |
| Atletisme aire lliure               | Puma Chapín Jerez          | CA València Terra i Mar |
| Atletisme pista coberta             | FC Barcelona               | CA València Terra i Mar |
| Natació                             | Real Canoe NC              | Real Canoe NC           |
| Natació sincronitzada               | sense competició           | CN Kallipollis          |
| Salts                               | Real Canoe NC              | CN L'Hospitalet         |
| Patinatge de velocitat (A)          | CD Amaya Pamplona          | Lagunak                 |
| Patinatge artístic grups grans (A)  | sense competició           | CPA Olot                |
| Patinatge artístic grups petits (A) | sense competició           | CP Sant Celoni          |
| Esquaix (A)                         | Club Squash Tizón-Tenerife | Can Mèlich              |
| Hoquei sala                         | Club de Campo              | Club de Campo           |

## Classificació per territori
| Posició | Federació           | Campionats |
| ------- | ------------------- | ---------- |
| 1       | Catalunya           | 31         |
| 2       | Comunitat de Madrid | 12         |
| 3       | País Valencià       | 9          |
| 4       | Andalusia           | 5          |
| 5       | Castella i Lleó     | 3          |
| -       | Regió de Múrcia     | 3          |
| 7       | Illes Balears       | 2          |
| -       | País Basc           | 2          |
| -       | Navarra             | 2          |
| -       | Illes Canàries      | 2          |
| 11      | Aragó               | 1          |